# Familia Allende
La familia Allende es una familia célebre integrada por personajes relevantes de la política chilena. Esta familia llegó a Chile en el siglo XVII, y se radicó en Valparaíso.
Entre ellos se pueden destacar a Ramón Allende Padín (1845-1884), quien fue senador y masón del Partido Radical (PR). Su hijo Salvador Allende Castro, también radical y masón, se casó con Laura Gossens Uribe, y tuvo seis hijos, entre los cuales se cuentan Laura Allende Gossens (1911-1981), diputada del Partido Socialista en representación de Santiago entre 1969 y 1973, y el más conocido a nivel internacional, Salvador Allende (1908-1973), senador socialista entre 1945 y 1970, y luego presidente de la República entre 1970 y 1973, hasta que fue derrocado posteriormente, todo esto en el golpe de Estado liderado por el general Augusto Pinochet.[cita requerida] Entre las hijas de Laura destacan la diputada Denise Pascal y el militante del MIR Andrés Pascal Allende.
El expresidente Allende, en tanto, dejó junto a Hortensia Bussi como descendencia a Carmen Paz Allende, Beatriz Allende (madre de la ministra Maya Fernández) y la senadora Isabel Allende Bussi. En 1969, Salvador comenzó una relación con Miria Contreras Bell. Sin embargo, nunca se divorció de Hortensia. Desde entonces el matrimonio Allende-Bussi continuó desarrollándose como una mera formalidad. Al año siguiente, cuando Salvador asumió la presidencia de Chile, su esposa se entregó por entero a su puesto de primera dama.

## Árbol genealógico
|                          |                          |                          |                          |                          |                          |  |  |                                    |                                    |                                    |                                    |                                    |                                    |                                  |                                  |                                   |                                   |                                   |                                   |                                   |                                   | Hortún de Salazar Señor de la Torre de Allende (c. 1390-) |                                 |                                  |                                  |                                     |                                     |                                     |                                     |                                       |                                       |                                       |                                       |                                       |                                       | | | | | | |                                      |                                      |                                      |                                      |                                  |                                  |                                  |                                  |                                 |                                 |                                 |                                 |                               |                               |                               |                               |                               |                               |                         |                         |  |  |                                      |                                      |                                      |                                      |                                      |                                      |  |  |                                 |                                 |                                 |                                 |                                 |                                 |  |  |  |  |  |  |  |  |  |  |  |  |    |    |    |    |    |    |  |  |    |    |    |    |    |    |  |  |   |   |   |   |   |   |  |  |   |   |   |   |   |   |  |  |  |  |
|                          |                          |                          |                          |                          |                          |  |  |                                    |                                    |                                    |                                    |                                    |                                    |                                  |                                  |                                   |                                   |                                   |                                   |                                   |                                   |                                                           |                                 |                                  |                                  |                                     |                                     |                                     |                                     |                                       |                                       |                                       |                                       |                                       |                                       | | | | | | |                                      |                                      |                                      |                                      |                                  |                                  |                                  |                                  |                                 |                                 |                                 |                                 |                               |                               |                               |                               |                               |                               |                         |                         |  |  |                                      |                                      |                                      |                                      |                                      |                                      |  |  |                                 |                                 |                                 |                                 |                                 |                                 |  |  |  |  |  |  |  |  |  |  |  |  |    |    |    |    |    |    |  |  |    |    |    |    |    |    |  |  |   |   |   |   |   |   |  |  |   |   |   |   |   |   |  |  |  |  |
|                          |                          |                          |                          |                          |                          |  |  |                                    |                                    |                                    |                                    |                                    |                                    |                                  |                                  |                                   |                                   |                                   |                                   |                                   |                                   | Ramón Allende Padín (1845-1884)                           | Ramón Allende Padín (1845-1884) | Ramón Allende Padín (1845-1884)  | Ramón Allende Padín (1845-1884)  | Ramón Allende Padín (1845-1884)     | Ramón Allende Padín (1845-1884)     |                                     |                                     | Eugenia Castro del Fierro (1850-1930) | Eugenia Castro del Fierro (1850-1930) | Eugenia Castro del Fierro (1850-1930) | Eugenia Castro del Fierro (1850-1930) | Eugenia Castro del Fierro (1850-1930) | Eugenia Castro del Fierro (1850-1930) | | | | | | |                                      |                                      |                                      |                                      |                                  |                                  |                                  |                                  |                                 |                                 |                                 |                                 |                               |                               |                               |                               |                               |                               |                         |                         |  |  |                                      |                                      |                                      |                                      |                                      |                                      |  |  |                                 |                                 |                                 |                                 |                                 |                                 |  |  |  |  |  |  |  |  |  |  |  |  |    |    |    |    |    |    |  |  |    |    |    |    |    |    |  |  |   |   |   |   |   |   |  |  |   |   |   |   |   |   |  |  |  |  |
|                          |                          |                          |                          |                          |                          |  |  |                                    |                                    |                                    |                                    |                                    |                                    |                                  |                                  |                                   |                                   |                                   |                                   |                                   |                                   | Ramón Allende Padín (1845-1884)                           | Ramón Allende Padín (1845-1884) | Ramón Allende Padín (1845-1884)  | Ramón Allende Padín (1845-1884)  | Ramón Allende Padín (1845-1884)     | Ramón Allende Padín (1845-1884)     |                                     |                                     | Eugenia Castro del Fierro (1850-1930) | Eugenia Castro del Fierro (1850-1930) | Eugenia Castro del Fierro (1850-1930) | Eugenia Castro del Fierro (1850-1930) | Eugenia Castro del Fierro (1850-1930) | Eugenia Castro del Fierro (1850-1930) | | | | | | |                                      |                                      |                                      |                                      |                                  |                                  |                                  |                                  |                                 |                                 |                                 |                                 |                               |                               |                               |                               |                               |                               |                         |                         |  |  |                                      |                                      |                                      |                                      |                                      |                                      |  |  |                                 |                                 |                                 |                                 |                                 |                                 |  |  |  |  |  |  |  |  |  |  |  |  |    |    |    |    |    |    |  |  |    |    |    |    |    |    |  |  |   |   |   |   |   |   |  |  |   |   |   |   |   |   |  |  |  |  |
|                          |                          |                          |                          |                          |                          |  |  |                                    |                                    |                                    |                                    |                                    |                                    |                                  |                                  |                                   |                                   |                                   |                                   |                                   |                                   |                                                           |                                 |                                  |                                  |                                     |                                     |                                     |                                     |                                       |                                       |                                       |                                       |                                       |                                       | | | | | | |                                      |                                      |                                      |                                      |                                  |                                  |                                  |                                  |                                 |                                 |                                 |                                 |                               |                               |                               |                               |                               |                               |                         |                         |  |  |                                      |                                      |                                      |                                      |                                      |                                      |  |  |                                 |                                 |                                 |                                 |                                 |                                 |  |  |  |  |  |  |  |  |  |  |  |  |    |    |    |    |    |    |  |  |    |    |    |    |    |    |  |  |   |   |   |   |   |   |  |  |   |   |   |   |   |   |  |  |  |  |
|                          |                          |                          |                          |                          |                          |  |  |                                    |                                    |                                    |                                    |                                    |                                    |                                  |                                  |                                   |                                   |                                   |                                   |                                   |                                   |                                                           |                                 |                                  |                                  |                                     |                                     |                                     |                                     |                                       |                                       |                                       |                                       |                                       |                                       | | | | | | |                                      |                                      |                                      |                                      |                                  |                                  |                                  |                                  |                                 |                                 |                                 |                                 |                               |                               |                               |                               |                               |                               |                         |                         |  |  |                                      |                                      |                                      |                                      |                                      |                                      |  |  |                                 |                                 |                                 |                                 |                                 |                                 |  |  |  |  |  |  |  |  |  |  |  |  |    |    |    |    |    |    |  |  |    |    |    |    |    |    |  |  |   |   |   |   |   |   |  |  |   |   |   |   |   |   |  |  |  |  |
|                          |                          |                          |                          |                          |                          |  |  |                                    |                                    |                                    |                                    |                                    |                                    |                                  |                                  |                                   |                                   |                                   |                                   |                                   |                                   |                                                           |                                 |                                  |                                  | Salvador Allende Castro (1871-1932) | Salvador Allende Castro (1871-1932) | Salvador Allende Castro (1871-1932) | Salvador Allende Castro (1871-1932) | Salvador Allende Castro (1871-1932)   | Salvador Allende Castro (1871-1932)   |                                       |                                       | Laura Gossens Uribe (1877-1964)       | Laura Gossens Uribe (1877-1964)       | Laura Gossens Uribe (1877-1964)                                                                                            | Laura Gossens Uribe (1877-1964)                                                                                            | Laura Gossens Uribe (1877-1964)                                                                                            | Laura Gossens Uribe (1877-1964)                                                                                            | | |                                      |                                      | Ramón Allende Castro (1875-1910)     | Ramón Allende Castro (1875-1910)     | Ramón Allende Castro (1875-1910) | Ramón Allende Castro (1875-1910) | Ramón Allende Castro (1875-1910) | Ramón Allende Castro (1875-1910) |                                 |                                 |                                 |                                 | Tomás Allende Castro (1875-?) | Tomás Allende Castro (1875-?) | Tomás Allende Castro (1875-?) | Tomás Allende Castro (1875-?) | Tomás Allende Castro (1875-?) | Tomás Allende Castro (1875-?) |                         |                         |  |  |                                      |                                      |                                      |                                      |                                      |                                      |  |  |                                 |                                 |                                 |                                 |                                 |                                 |  |  |  |  |  |  |  |  |  |  |  |  |    |    |    |    |    |    |  |  |    |    |    |    |    |    |  |  |   |   |   |   |   |   |  |  |   |   |   |   |   |   |  |  |  |  |
|                          |                          |                          |                          |                          |                          |  |  |                                    |                                    |                                    |                                    |                                    |                                    |                                  |                                  |                                   |                                   |                                   |                                   |                                   |                                   |                                                           |                                 |                                  |                                  | Salvador Allende Castro (1871-1932) | Salvador Allende Castro (1871-1932) | Salvador Allende Castro (1871-1932) | Salvador Allende Castro (1871-1932) | Salvador Allende Castro (1871-1932)   | Salvador Allende Castro (1871-1932)   |                                       |                                       | Laura Gossens Uribe (1877-1964)       | Laura Gossens Uribe (1877-1964)       | Laura Gossens Uribe (1877-1964)                                                                                            | Laura Gossens Uribe (1877-1964)                                                                                            | Laura Gossens Uribe (1877-1964)                                                                                            | Laura Gossens Uribe (1877-1964)                                                                                            | | |                                      |                                      | Ramón Allende Castro (1875-1910)     | Ramón Allende Castro (1875-1910)     | Ramón Allende Castro (1875-1910) | Ramón Allende Castro (1875-1910) | Ramón Allende Castro (1875-1910) | Ramón Allende Castro (1875-1910) |                                 |                                 |                                 |                                 | Tomás Allende Castro (1875-?) | Tomás Allende Castro (1875-?) | Tomás Allende Castro (1875-?) | Tomás Allende Castro (1875-?) | Tomás Allende Castro (1875-?) | Tomás Allende Castro (1875-?) |                         |                         |  |  |                                      |                                      |                                      |                                      |                                      |                                      |  |  |                                 |                                 |                                 |                                 |                                 |                                 |  |  |  |  |  |  |  |  |  |  |  |  |    |    |    |    |    |    |  |  |    |    |    |    |    |    |  |  |   |   |   |   |   |   |  |  |   |   |   |   |   |   |  |  |  |  |
|                          |                          |                          |                          |                          |                          |  |  |                                    |                                    |                                    |                                    |                                    |                                    |                                  |                                  |                                   |                                   |                                   |                                   |                                   |                                   |                                                           |                                 |                                  |                                  |                                     |                                     |                                     |                                     |                                       |                                       |                                       |                                       |                                       |                                       | | | | | | |                                      |                                      |                                      |                                      |                                  |                                  |                                  |                                  |                                 |                                 |                                 |                                 |                               |                               |                               |                               |                               |                               |                         |                         |  |  |                                      |                                      |                                      |                                      |                                      |                                      |  |  |                                 |                                 |                                 |                                 |                                 |                                 |  |  |  |  |  |  |  |  |  |  |  |  |    |    |    |    |    |    |  |  |    |    |    |    |    |    |  |  |   |   |   |   |   |   |  |  |   |   |   |   |   |   |  |  |  |  |
|                          |                          |                          |                          |                          |                          |  |  |                                    |                                    |                                    |                                    |                                    |                                    |                                  |                                  |                                   |                                   |                                   |                                   |                                   |                                   |                                                           |                                 |                                  |                                  |                                     |                                     |                                     |                                     |                                       |                                       |                                       |                                       |                                       |                                       | | | | | | |                                      |                                      |                                      |                                      |                                  |                                  |                                  |                                  |                                 |                                 |                                 |                                 |                               |                               |                               |                               |                               |                               |                         |                         |  |  |                                      |                                      |                                      |                                      |                                      |                                      |  |  |                                 |                                 |                                 |                                 |                                 |                                 |  |  |  |  |  |  |  |  |  |  |  |  |    |    |    |    |    |    |  |  |    |    |    |    |    |    |  |  |   |   |   |   |   |   |  |  |   |   |   |   |   |   |  |  |  |  |
| Salvador Allende Gossens | Salvador Allende Gossens | Salvador Allende Gossens | Salvador Allende Gossens | Salvador Allende Gossens | Salvador Allende Gossens |  |  | Laura Allende Gossens              | Laura Allende Gossens              | Laura Allende Gossens              | Laura Allende Gossens              | Laura Allende Gossens              | Laura Allende Gossens              |                                  |                                  | Ma. Inés Allende Gossens (1896-?) | Ma. Inés Allende Gossens (1896-?) | Ma. Inés Allende Gossens (1896-?) | Ma. Inés Allende Gossens (1896-?) | Ma. Inés Allende Gossens (1896-?) | Ma. Inés Allende Gossens (1896-?) |                                                           |                                 | Alfredo Allende Gossens (1904-?) | Alfredo Allende Gossens (1904-?) | Alfredo Allende Gossens (1904-?)    | Alfredo Allende Gossens (1904-?)    | Alfredo Allende Gossens (1904-?)    | Alfredo Allende Gossens (1904-?)    |                                       |                                       | Salvador Allende Gossens (1908-1973)  | Salvador Allende Gossens (1908-1973)  | Salvador Allende Gossens (1908-1973)  | Salvador Allende Gossens (1908-1973)  | Salvador Allende Gossens (1908-1973)                                                                                       | Salvador Allende Gossens (1908-1973)                                                                                       | | | Laura Allende Gossens (1911-1981)                                                                                          | Laura Allende Gossens (1911-1981)                                                                                          | Laura Allende Gossens (1911-1981)    | Laura Allende Gossens (1911-1981)    | Laura Allende Gossens (1911-1981)    | Laura Allende Gossens (1911-1981)    |                                  |                                  |                                  |                                  |                                 |                                 |                                 |                                 |                               |                               |                               |                               |                               |                               |                         |                         |  |  | Carmen Castillo Echeverría (n. 1945) | Carmen Castillo Echeverría (n. 1945) | Carmen Castillo Echeverría (n. 1945) | Carmen Castillo Echeverría (n. 1945) | Carmen Castillo Echeverría (n. 1945) | Carmen Castillo Echeverría (n. 1945) |  |  | Tomás Allende Pesce             | Tomás Allende Pesce             | Tomás Allende Pesce             | Tomás Allende Pesce             | Tomás Allende Pesce             | Tomás Allende Pesce             |  |  |  |  |  |  |  |  |  |  |  |  |    |    |    |    |    |    |  |  |    |    |    |    |    |    |  |  |   |   |   |   |   |   |  |  |   |   |   |   |   |   |  |  |  |  |
| Salvador Allende Gossens | Salvador Allende Gossens | Salvador Allende Gossens | Salvador Allende Gossens | Salvador Allende Gossens | Salvador Allende Gossens |  |  | Laura Allende Gossens              | Laura Allende Gossens              | Laura Allende Gossens              | Laura Allende Gossens              | Laura Allende Gossens              | Laura Allende Gossens              |                                  |                                  | Ma. Inés Allende Gossens (1896-?) | Ma. Inés Allende Gossens (1896-?) | Ma. Inés Allende Gossens (1896-?) | Ma. Inés Allende Gossens (1896-?) | Ma. Inés Allende Gossens (1896-?) | Ma. Inés Allende Gossens (1896-?) |                                                           |                                 | Alfredo Allende Gossens (1904-?) | Alfredo Allende Gossens (1904-?) | Alfredo Allende Gossens (1904-?)    | Alfredo Allende Gossens (1904-?)    | Alfredo Allende Gossens (1904-?)    | Alfredo Allende Gossens (1904-?)    |                                       |                                       | Salvador Allende Gossens (1908-1973)  | Salvador Allende Gossens (1908-1973)  | Salvador Allende Gossens (1908-1973)  | Salvador Allende Gossens (1908-1973)  | Salvador Allende Gossens (1908-1973)                                                                                       | Salvador Allende Gossens (1908-1973)                                                                                       | | | Laura Allende Gossens (1911-1981)                                                                                          | Laura Allende Gossens (1911-1981)                                                                                          | Laura Allende Gossens (1911-1981)    | Laura Allende Gossens (1911-1981)    | Laura Allende Gossens (1911-1981)    | Laura Allende Gossens (1911-1981)    |                                  |                                  |                                  |                                  |                                 |                                 |                                 |                                 |                               |                               |                               |                               |                               |                               |                         |                         |  |  | Carmen Castillo Echeverría (n. 1945) | Carmen Castillo Echeverría (n. 1945) | Carmen Castillo Echeverría (n. 1945) | Carmen Castillo Echeverría (n. 1945) | Carmen Castillo Echeverría (n. 1945) | Carmen Castillo Echeverría (n. 1945) |  |  | Tomás Allende Pesce             | Tomás Allende Pesce             | Tomás Allende Pesce             | Tomás Allende Pesce             | Tomás Allende Pesce             | Tomás Allende Pesce             |  |  |  |  |  |  |  |  |  |  |  |  |    |    |    |    |    |    |  |  |    |    |    |    |    |    |  |  |   |   |   |   |   |   |  |  |   |   |   |   |   |   |  |  |  |  |
|                          |                          |                          |                          |                          |                          |  |  |                                    |                                    |                                    |                                    |                                    |                                    |                                  |                                  |                                   |                                   |                                   |                                   |                                   |                                   |                                                           |                                 |                                  |                                  |                                     |                                     |                                     |                                     |                                       |                                       |                                       |                                       |                                       |                                       | | | | | | |                                      |                                      |                                      |                                      |                                  |                                  |                                  |                                  |                                 |                                 |                                 |                                 |                               |                               |                               |                               |                               |                               |                         |                         |  |  |                                      |                                      |                                      |                                      |                                      |                                      |  |  |                                 |                                 |                                 |                                 |                                 |                                 |  |  |  |  |  |  |  |  |  |  |  |  |    |    |    |    |    |    |  |  |    |    |    |    |    |    |  |  |   |   |   |   |   |   |  |  |   |   |   |   |   |   |  |  |  |  |
|                          |                          |                          |                          |                          |                          |  |  | Carmen Paz Allende Bussi (n. 1941) | Carmen Paz Allende Bussi (n. 1941) | Carmen Paz Allende Bussi (n. 1941) | Carmen Paz Allende Bussi (n. 1941) | Carmen Paz Allende Bussi (n. 1941) | Carmen Paz Allende Bussi (n. 1941) |                                  |                                  | Beatriz Allende Bussi (1943-1977) | Beatriz Allende Bussi (1943-1977) | Beatriz Allende Bussi (1943-1977) | Beatriz Allende Bussi (1943-1977) | Beatriz Allende Bussi (1943-1977) | Beatriz Allende Bussi (1943-1977) |                                                           |                                 | Isabel Allende Bussi (n. 1945)   | Isabel Allende Bussi (n. 1945)   | Isabel Allende Bussi (n. 1945)      | Isabel Allende Bussi (n. 1945)      | Isabel Allende Bussi (n. 1945)      | Isabel Allende Bussi (n. 1945)      |                                       |                                       | Hortensia Bussi Soto (1914-2009)      | Hortensia Bussi Soto (1914-2009)      | Hortensia Bussi Soto (1914-2009)      | Hortensia Bussi Soto (1914-2009)      | Hortensia Bussi Soto (1914-2009)                                                                                           | Hortensia Bussi Soto (1914-2009)                                                                                           | | | Pedro Gastón Pascal Allende (1936-?)                                                                                       | Pedro Gastón Pascal Allende (1936-?)                                                                                       | Pedro Gastón Pascal Allende (1936-?) | Pedro Gastón Pascal Allende (1936-?) | Pedro Gastón Pascal Allende (1936-?) | Pedro Gastón Pascal Allende (1936-?) |                                  |                                  | Denise Pascal Allende (n. 1940)  | Denise Pascal Allende (n. 1940)  | Denise Pascal Allende (n. 1940) | Denise Pascal Allende (n. 1940) | Denise Pascal Allende (n. 1940) | Denise Pascal Allende (n. 1940) |                               |                               | Marianne Pascal Allende       | Marianne Pascal Allende       | Marianne Pascal Allende       | Marianne Pascal Allende       | Marianne Pascal Allende | Marianne Pascal Allende |  |  | Andrés Pascal Allende (n. 1943)      | Andrés Pascal Allende (n. 1943)      | Andrés Pascal Allende (n. 1943)      | Andrés Pascal Allende (n. 1943)      | Andrés Pascal Allende (n. 1943)      | Andrés Pascal Allende (n. 1943)      |  |  | Isabel Allende Llona (n. 1942)  | Isabel Allende Llona (n. 1942)  | Isabel Allende Llona (n. 1942)  | Isabel Allende Llona (n. 1942)  | Isabel Allende Llona (n. 1942)  | Isabel Allende Llona (n. 1942)  |  |  |  |  |  |  |  |  |  |  |  |  |    |    |    |    |    |    |  |  |    |    |    |    |    |    |  |  |   |   |   |   |   |   |  |  |   |   |   |   |   |   |  |  |  |  |
|                          |                          |                          |                          |                          |                          |  |  | Carmen Paz Allende Bussi (n. 1941) | Carmen Paz Allende Bussi (n. 1941) | Carmen Paz Allende Bussi (n. 1941) | Carmen Paz Allende Bussi (n. 1941) | Carmen Paz Allende Bussi (n. 1941) | Carmen Paz Allende Bussi (n. 1941) | +3                               | +3                               | +3                                | +3                                | +3                                | +3                                | Beatriz Allende Bussi (1943-1977) | Beatriz Allende Bussi (1943-1977) |                                                           |                                 | Isabel Allende Bussi (n. 1945)   | Isabel Allende Bussi (n. 1945)   | Isabel Allende Bussi (n. 1945)      | Isabel Allende Bussi (n. 1945)      | Isabel Allende Bussi (n. 1945)      | Isabel Allende Bussi (n. 1945)      |                                       |                                       | Hortensia Bussi Soto (1914-2009)      | Hortensia Bussi Soto (1914-2009)      | Hortensia Bussi Soto (1914-2009)      | Hortensia Bussi Soto (1914-2009)      | Hortensia Bussi Soto (1914-2009)                                                                                           | Hortensia Bussi Soto (1914-2009)                                                                                           | | | Pedro Gastón Pascal Allende (1936-?)                                                                                       | Pedro Gastón Pascal Allende (1936-?)                                                                                       | Pedro Gastón Pascal Allende (1936-?) | Pedro Gastón Pascal Allende (1936-?) | Pedro Gastón Pascal Allende (1936-?) | Pedro Gastón Pascal Allende (1936-?) |                                  |                                  | Denise Pascal Allende (n. 1940)  | Denise Pascal Allende (n. 1940)  | Denise Pascal Allende (n. 1940) | Denise Pascal Allende (n. 1940) | Denise Pascal Allende (n. 1940) | Denise Pascal Allende (n. 1940) |                               |                               | Marianne Pascal Allende       | Marianne Pascal Allende       | Marianne Pascal Allende       | Marianne Pascal Allende       | Marianne Pascal Allende | Marianne Pascal Allende |  |  | Andrés Pascal Allende (n. 1943)      | Andrés Pascal Allende (n. 1943)      | Andrés Pascal Allende (n. 1943)      | Andrés Pascal Allende (n. 1943)      | Andrés Pascal Allende (n. 1943)      | Andrés Pascal Allende (n. 1943)      |  |  | Isabel Allende Llona (n. 1942)  | Isabel Allende Llona (n. 1942)  | Isabel Allende Llona (n. 1942)  | Isabel Allende Llona (n. 1942)  | Isabel Allende Llona (n. 1942)  | Isabel Allende Llona (n. 1942)  |  |  |  |  |  |  |  |  |  |  |  |  | +1 | +1 | +1 | +1 | +1 | +1 |  |  | +2 | +2 | +2 | +2 | +2 | +2 |  |  | ? | ? | ? | ? | ? | ? |  |  | 4 | 4 | 4 | 4 | 4 | 4 |  |  |  |  |
|                          |                          |                          |                          |                          |                          |  |  |                                    |                                    |                                    |                                    |                                    |                                    | +3                               | +3                               | +3                                | +3                                | +3                                | +3                                |                                   |                                   |                                                           |                                 |                                  |                                  |                                     |                                     |                                     |                                     |                                       |                                       |                                       |                                       |                                       |                                       | | | | | | |                                      |                                      |                                      |                                      |                                  |                                  |                                  |                                  |                                 |                                 |                                 |                                 |                               |                               |                               |                               |                               |                               |                         |                         |  |  |                                      |                                      |                                      |                                      |                                      |                                      |  |  |                                 |                                 |                                 |                                 |                                 |                                 |  |  |  |  |  |  |  |  |  |  |  |  | +1 | +1 | +1 | +1 | +1 | +1 |  |  | +2 | +2 | +2 | +2 | +2 | +2 |  |  | ? | ? | ? | ? | ? | ? |  |  | 4 | 4 | 4 | 4 | 4 | 4 |  |  |  |  |
|                          |                          |                          |                          |                          |                          |  |  |                                    |                                    |                                    |                                    |                                    |                                    |                                  |                                  |                                   |                                   |                                   |                                   |                                   |                                   |                                                           |                                 |                                  |                                  |                                     |                                     |                                     |                                     |                                       |                                       |                                       |                                       |                                       |                                       | | | | | | |                                      |                                      |                                      |                                      |                                  |                                  |                                  |                                  |                                 |                                 |                                 |                                 |                               |                               |                               |                               |                               |                               |                         |                         |  |  |                                      |                                      |                                      |                                      |                                      |                                      |  |  |                                 |                                 |                                 |                                 |                                 |                                 |  |  |  |  |  |  |  |  |  |  |  |  |    |    |    |    |    |    |  |  |    |    |    |    |    |    |  |  |   |   |   |   |   |   |  |  |   |   |   |   |   |   |  |  |  |  |
|                          |                          |                          |                          |                          |                          |  |  |                                    |                                    |                                    |                                    | Maya Fernández Allende (n. 1971)   | Maya Fernández Allende (n. 1971)   | Maya Fernández Allende (n. 1971) | Maya Fernández Allende (n. 1971) | Maya Fernández Allende (n. 1971)  | Maya Fernández Allende (n. 1971)  |                                   |                                   | Alejandro Fernández Allende       | Alejandro Fernández Allende       | Alejandro Fernández Allende                               | Alejandro Fernández Allende     | Alejandro Fernández Allende      | Alejandro Fernández Allende      |                                     |                                     | Gonzalo Meza Allende                | Gonzalo Meza Allende                | Gonzalo Meza Allende                  | Gonzalo Meza Allende                  | Gonzalo Meza Allende                  | Gonzalo Meza Allende                  |                                       |                                       | [[File:Marcia Tambutti Allende (29516775926).jpg\|140px\|alt={{{Alt\|{{{descripción}}}]] Marcia Tambutti Allende (n. 1971) | [[File:Marcia Tambutti Allende (29516775926).jpg\|140px\|alt={{{Alt\|{{{descripción}}}]] Marcia Tambutti Allende (n. 1971) | [[File:Marcia Tambutti Allende (29516775926).jpg\|140px\|alt={{{Alt\|{{{descripción}}}]] Marcia Tambutti Allende (n. 1971) | [[File:Marcia Tambutti Allende (29516775926).jpg\|140px\|alt={{{Alt\|{{{descripción}}}]] Marcia Tambutti Allende (n. 1971) | [[File:Marcia Tambutti Allende (29516775926).jpg\|140px\|alt={{{Alt\|{{{descripción}}}]] Marcia Tambutti Allende (n. 1971) | [[File:Marcia Tambutti Allende (29516775926).jpg\|140px\|alt={{{Alt\|{{{descripción}}}]] Marcia Tambutti Allende (n. 1971) |                                      |                                      |                                      |                                      |                                  |                                  |                                  |                                  |                                 |                                 |                                 |                                 |                               |                               |                               |                               |                               |                               |                         |                         |  |  | Paula Frías Allende (1963-1992)      | Paula Frías Allende (1963-1992)      | Paula Frías Allende (1963-1992)      | Paula Frías Allende (1963-1992)      | Paula Frías Allende (1963-1992)      | Paula Frías Allende (1963-1992)      |  |  | Nicolás Frías Allende (n. 1966) | Nicolás Frías Allende (n. 1966) | Nicolás Frías Allende (n. 1966) | Nicolás Frías Allende (n. 1966) | Nicolás Frías Allende (n. 1966) | Nicolás Frías Allende (n. 1966) |  |  |  |  |  |  |  |  |  |  |  |  |    |    |    |    |    |    |  |  |    |    |    |    |    |    |  |  |   |   |   |   |   |   |  |  |   |   |   |   |   |   |  |  |  |  |

## Historia

### Llegada a Chile y primeros años
Los primeros Allende llegaron a Chile a mediados del siglo XVII. Provenían del valle de Gordejuela, situado en la parte occidental de la provincia de Vizcaya, en la península ibérica. En las décadas siguientes se dispersaron por el centro y sur del país. A comienzos del siglo XIX, Gregorio Allende Garcés figuró como uno de los comandantes de la guardia personal del director supremo Bernardo O'Higgins. Luego, a partir de 1823, lo acompañó en su exilio en el Perú.
Gregorio tuvo dos hermanos, Ramón y José María. Ambos integraron el regimiento «Húsares de la Muerte», bajo las órdenes de Manuel Rodríguez Erdoíza. Por otra parte fue bisabuelo del posterior presidente de Chile: el socialista Salvador Allende Gossens.
A su regreso a Chile, Gregorio Allende se radicó en Valparaíso, donde se desempeñó como jefe de los serenos de esa comuna. En dicha localidad se casó con Salomé Padín Ruiz, una de las hijas del decano de la Facultad de Medicina de la Universidad de Chile, el doctor Vicente Padín. De ese matrimonio nació, en 1845, Ramón Allende Padín (abuelo de Salvador Allende), quien durante su vida fue militante radical, bombero, masón, filántropo, parlamentario y médico militar. Se le apodaba como El rojo Allende, por su cabello pelirrojo.
El rojo Allende, estudió en el Instituto Nacional y luego en la Escuela de Medicina de la Universidad de Chile. Luego, participó en la Guerra del Pacífico (1879-1884), creó la primera escuela laica del país y, como parlamentario, impulsó reformas e ideas progresistas como la puesta en marcha del Registro Civil, el matrimonio civil y la fundación de cementerios laicos. En la 2.ª Compañía de Bomberos de Santiago conoció al abogado, político, líder radical y Gran maestre masón de la Gran Logia de Chile, Enrique Mac-Iver, quien además sería ministro del Interior del presidente Jorge Montt Álvarez. En 1867 retornó a Valparaíso e ingresó a la logia masónica Aurora G. Se casó con la ama de casa Eugenia Castro del Fierro, con quien tuvo dos hijos; Ramón y Salvador Allende Castro.

### Dictadura militar y exilio

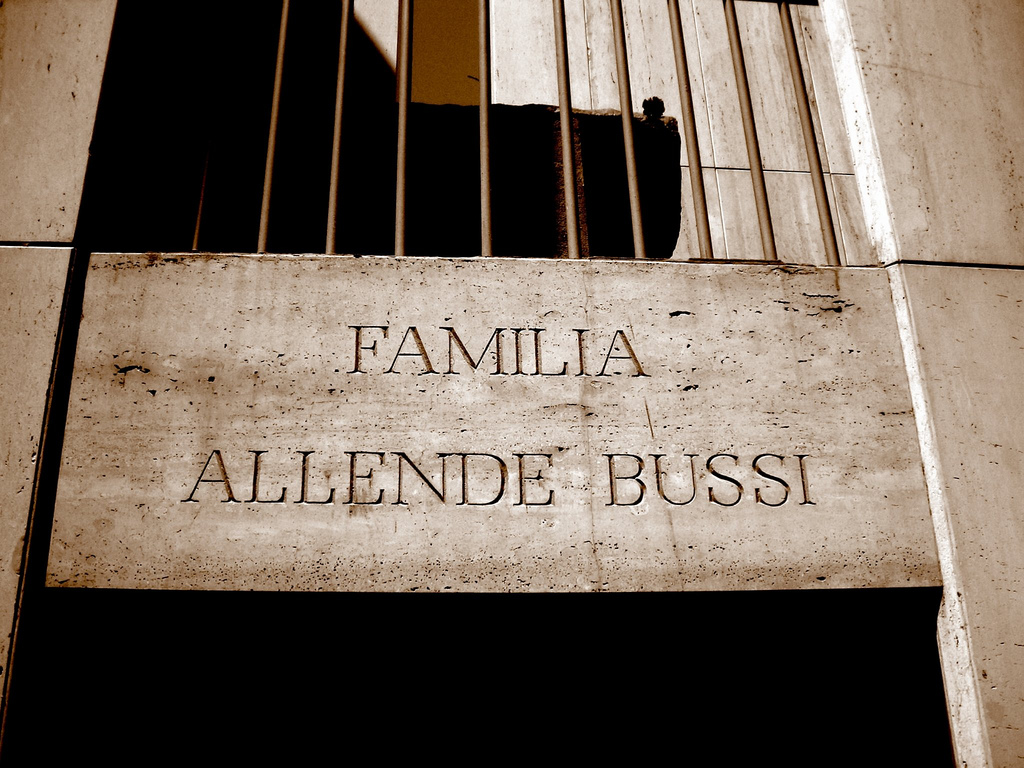
Tumba de la Familia Allende Bussi en el Cementerio General de Santiago.

El golpe de Estado en Chile del 11 de septiembre de 1973 marcó trágicamente la vida de la familia Allende. Durante el asalto y bombardeo de las Fuerzas Armadas al Palacio de La Moneda, el presidente derrocado, Salvador Allende Gossens, obligó a su hija, confidente y consejera política Beatriz Allende, quien se encontraba embarazada de Alejandro, a que abandonara el palacio en llamas. Posteriormente, cuando el palacio ya estaba tomado, optó por suicidarse. Su residencia presidencial de la calle Tomás Moro, donde se encontraba su esposa, Hortensia Bussi, fue también bombardeada, pero consiguió sobrevivir al ataque.
Luego del golpe de Estado liderado por el general Augusto Pinochet, durante el período conocido como dictadura militar, varios miembros de la familia partieron al exilio. Beatriz se separó, y exiliada en La Habana, Cuba, se suicidó cuatro años más tarde. La hermana de Salvador, Laura Allende Gossens, aquejada de un doloroso cáncer, siguió los pasos de Beatriz en 1981, también en la capital cubana.

### Retorno a la democracia y actualidad
Hortensia Bussi falleció en Santiago de Chile en 2009, a los 94 años de edad. Gonzalo Meza Allende, hijo de Isabel Allende Bussi y muy cercano a su abuela Hortensia, resintió mucho su muerte. Poco después falleció su propia esposa, Gema Salazar, producto de una leucemia, y Gonzalo cayó en una profunda depresión, que lo llevó a quitarse la vida el año siguiente, a los 45 años de edad.

## Galería de imágenes
|                                   |
| Salvador y Laura Allende Gossens. |

|                                             |
| Hortensia Bussi y Salvador Allende en 1946. |